# الفيرش (فرع العدين)

تعديل مصدري - تعديل

الفيرش محلة تابعة لقرية الركب، التابعة لعزلة العاقبة بمديرية فرع العدين إحدى مديريات محافظة إب في الجمهورية اليمنية، بلغ تعداد سكانها 69 حسب تعداد اليمن لعام 2004.